# Associazione Calcio Pavia 1983-1984
Questa voce raccoglie le informazioni riguardanti l'Associazione Calcio Pavia nelle competizioni ufficiali della stagione 1983-1984.

## Stagione
Nella stagione 1983-1984 il Pavia disputa il girone B della Serie C2 e finalmente arriva la prima promozione in Serie C1. Il nuovo presidente pavese Edoardo Riboni affida la panchina degli azzurri, dopo gli ottimi risultati ottenuti con le giovanili della "Beretti" a Ernesto Villa. Il (4-0) incassato a Voghera in Coppa Italia è sembrato un campanello d'allarme, ma in campionato il Pavia dimostra di saper suonare tutt'altra musica. Dopo sette giornate ha 12 punti, al termine dell'andata è in testa con 25 punti. Nel girone di ritorno continua la sua corsa raccogliendo altri 23 punti. Chiude primo con 48 punti, un punto in più del Piacenza anch'esso promosso in Serie C1, terzo il Mestre con 44 punti. Con 47 reti il Pavia ha il miglior attacco del torneo, e Santino Pozzi con 15 reti vince la classifica dei marcatori del girone B.
In Coppa Italia di Serie C la squadra pavese disputa il girone D di qualificazione, che promuove ai sedicesimi la Fanfulla di Lodi.

## Rosa
| N. |                   | Ruolo | Calciatore         |
| -- | ----------------- | ----- | ------------------ |
|    | Italia (bandiera) | D     | Franco Campidonico |
|    | Italia (bandiera) | A     | Fabio Corti        |
|    | Italia (bandiera) | C     | Francesco Crotti   |
|    | Italia (bandiera) | D     | Paolo Dell'Acqua   |
|    | Italia (bandiera) | C     | Marco Dell'Amco    |
|    | Italia (bandiera) | P     | Antonio Gambino    |
|    | Italia (bandiera) | A     | Renzo Garlaschelli |
|    | Italia (bandiera) | A     | Massimo Ginelli    |
|    | Italia (bandiera) | C     | Maurizio Grosselli |

| N. |                   | Ruolo | Calciatore         |
| -- | ----------------- | ----- | ------------------ |
|    | Italia (bandiera) | P     | Valerio Montagna   |
|    | Italia (bandiera) | D     | Gianfranco Motta   |
|    | Italia (bandiera) | A     | Gianfranco Peroni  |
|    | Italia (bandiera) | C     | Sandro Pietta      |
|    | Italia (bandiera) | A     | Santino Pozzi      |
|    | Italia (bandiera) | C     | Giacomo Samaden    |
|    | Italia (bandiera) | C     | Vittorio Samaden   |
|    | Italia (bandiera) | C     | Claudio Sangiorgio |
|    | Italia (bandiera) | D     | Stefano Sessi      |

## Risultati

### Campionato

#### Girone di andata
| Mestre 19 settembre 1983 1ª giornata | Mestre               | 0 – 0 | Pavia | Stadio Francesco Baracca\| Arbitro: \| Nicoletti (Agropoli) \| |
| Arbitro:                             | Nicoletti (Agropoli) |       |       |                                                                |

| Arbitro: | Mariotti (Pontedera) |

|                                   |           |  |
| Garlaschelli 45’ Pozzi 89’ (rig.) | Marcatori |  |

| Arbitro: | Bonazza (Monfalcone) |

|  |           |           |
|  | Marcatori | 38’ Pozzi |

| Arbitro: | Picchio (Macerata) |

|                              |           |            |
| Carlo 73’ (aut.) Samaden 75’ | Marcatori | 53’ Fabris |

| Arbitro: | Tonon (Conegliano) |

|                         |           |                                               |
| Corti 6’ Pozzi 66’, 70’ | Marcatori | 38’ Redeghieri 77’ (rig.), 85’ (rig.) Madonna |

| Arbitro: | Dalfovo (Trento) |

|  |           |           |
|  | Marcatori | 52’ Sessi |

| Arbitro: | Frusciante (Como) |

|                                    |           |  |
| Pozzi 10’ Corti 52’ Sangiorgio 75’ | Marcatori |  |

| Arbitro: | Ronchetti (Modena) |

|              |           |  |
| Ballarin 79’ | Marcatori |  |

| Arbitro: | Bruni (Arezzo) |

|                                  |           |                             |
| Garlaschelli 8’ Pozzi 50’ (rig.) | Marcatori | 69’ Scienza 78’ (rig.) Boni |

| Omegna 20 novembre 1983 10ª giornata | Omegna          | 0 – 0 | Pavia | Stadio della Liberazione\| Arbitro: \| Guidi (Bologna) \| |
| Arbitro:                             | Guidi (Bologna) |       |       |                                                           |

| Arbitro: | Perdonò (Foggia) |

|                |           |  |
| Dell'Amico 68’ | Marcatori |  |

| Arbitro: | Pucci (Firenze) |

|               |           |  |
| Dei Rossi 21’ | Marcatori |  |

| Arbitro: | Cornieti (Forlì) |

|  |           |                  |
|  | Marcatori | 80’ (rig.) Pozzi |

| Arbitro: | Mele (Bergamo) |

|           |           |  |
| Sessi 23’ | Marcatori |  |

| Arbitro: | Laricchia (Bari) |

|                             |           |                            |
| Folli 7’ Bertani 15’ (rig.) | Marcatori | 23’ (rig.) Pozzi 56’ Corti |

| Arbitro: | Conforti (Macerata) |

|                                      |           |  |
| Pozzi 33’ Corti 79’ Garlaschelli 90’ | Marcatori |  |

| Arbitro: | Gabbrielli (Prato) |

|                  |           |                       |
| Cenci 23’ (rig.) | Marcatori | 57’ Samaden 68’ Corti |

#### Girone di ritorno
| Pavia 29 gennaio 1984 18ª giornata | Pavia           | 0 – 0 | Mestre | Stadio Comunale\| Arbitro: \| Guidi (Bologna) \| |
| Arbitro:                           | Guidi (Bologna) |       |        |                                                  |

| Arbitro: | Bin (Torino) |

|                                |           |                                  |
| Pozzoli 54’ Samaden 70’ (aut.) | Marcatori | 60’ Campidonico 69’ (rig.) Pozzi |

| Arbitro: | Barbaraci (Cagliari) |

|                      |           |  |
| Pietta 64’ Pozzi 71’ | Marcatori |  |

| Arbitro: | Pomentale (Bologna) |

|                    |           |          |
| Mostosi 57’ (rig.) | Marcatori | 3’ Pozzi |

| Arbitro: | Tuveri (Cagliari) |

|  |           |           |
|  | Marcatori | 83’ Corti |

| Arbitro: | Acri (Novi Ligure) |

|                                 |           |              |
| Corti 39’, 78’ Pozzi 52’ (rig.) | Marcatori | 12’ Corbetta |

| Arbitro: | Isola (Parma) |

|            |           |               |
| Vitali 13’ | Marcatori | 9’ Sangiorgio |

| Arbitro: | Lamberti (Barletta) |

|  |           |           |
|  | Marcatori | 21’ Spada |

| Arbitro: | Novi (Pisa) |

|                                         |           |                                     |
| Boni 3’ (rig.) Musiello 17’ Scienza 20’ | Marcatori | 45’ Pozzi 59’ Campidonico 89’ Sessi |

| Arbitro: | Carrubba (Siracusa) |

|                |           |  |
| Sangiorgio 39’ | Marcatori |  |

| Arbitro: | Agnelli (Siena) |

|             |           |                 |
| Lazzara 35’ | Marcatori | 90’ Campidonico |

| Arbitro: | Dal Forno (Ivrea) |

|                |           |  |
| Sangiorgio 46’ | Marcatori |  |

| Arbitro: | Isola (Parma) |

|                 |           |            |
| Campodonico 48’ | Marcatori | 53’ Berton |

| Arbitro: | Dalfovo (Trento) |

|  |           |                    |
|  | Marcatori | 17’, 83’ Grosselli |

| Arbitro: | Baldacci (Torino) |

|                            |           |  |
| Dell'Amico 13’ Ginelli 22’ | Marcatori |  |

| Arbitro: | Sanguineti (Chiavari) |

|  |           |           |
|  | Marcatori | 68’ Corti |

| Arbitro: | Beschin (Legnago) |

|           |           |                              |
| Pozzi 33’ | Marcatori | 13’ Campilongo 46’ Maestroni |

### Coppa Italia

#### Girone D
| Arbitro: | Bruschini (Firenze) |

|                                                                  |           |  |
| Sessi 3’ (aut.) Campidonico 9’ (aut.) Ferla 19’ Negri 43’ (rig.) | Marcatori |  |

| Arbitro: | Zambelli (Brescia) |

|               |           |  |
| Grosselli 21’ | Marcatori |  |

| Arbitro: | Barbaraci (Cagliari) |

|                               |           |  |
| Corti 25’ Sangiorgio 38’, 47’ | Marcatori |  |

| Arbitro: | Bailo (Novi Ligure) |

|           |           |             |
| Corti 15’ | Marcatori | 72’ Vercesi |

| Arbitro: | Frigerio (Milano) |

|                              |           |            |
| Masuero 33’ Sannino 35’, 57’ | Marcatori | 72’ Peroni |

| Arbitro: | Padovan (Gorizia) |

|  |           |                       |
|  | Marcatori | 81’ Pozzi 84’ Samaden |